# Bundesmeisterschaft des DFuCB 1897/98
Die Bundesmeisterschaft des DFuCB 1897/98 war die siebte unter dem Deutschen Fußball- und Cricket Bund (DFuCB) ausgetragene Bundesmeisterschaft und wurde in einer Klasse ausgespielt. Noch während der laufenden Spielzeit sind sechs Vereine aus dem Verband ausgetreten. Der Grund hierfür lag in der immer größer werdenden Unzufriedenheit mit der Verbandsführung. Damit setzte sich auch der schleichende Niedergang des DFuCB weiter fort.
Der BFC Vorwärts 1890 wurde zum ersten Mal Fußballmeister des DFuCB. Eine landesweit ausgespielte deutsche Fußballmeisterschaft gab es noch nicht.

## Fußball

### Tabellenstand vom 15. Januar 1898
| Pl. | Verein                        | Sp. | S | U | N  | Tore    | Quote | Punkte |
| --- | ----------------------------- | --- | - | - | -- | ------- | ----- | ------ |
| 1.  | BFC Vorwärts 1890             | 8   | 8 | 0 | 0  | 052:100 | 5,20  | 16:0   |
| 2.  | BTuFC Columbia 1891 Adlershof | 9   | 7 | 0 | 2  | 040:120 | 3,33  | 14:40  |
| 3.  | BTuFC Viktoria 1889 A C (M)   | 7   | 6 | 0 | 1  | 042:600 | 7,00  | 12:20  |
| 4.  | BTuFC Allemannia 1890 B D     | 10  | 6 | 0 | 4  | 020:600 | 3,33  | 12:80  |
| 5.  | BFC Hertha 1892 B             | 9   | 4 | 1 | 4  | 019:370 | 0,51  | 09:90  |
| 6.  | BTuFC Union 1892 A E (N)      | 11  | 4 | 1 | 6  | 024:280 | 0,86  | 09:13  |
| 7.  | BTuFC Toscana F (N)           | 9   | 4 | 0 | 5  | 027:300 | 0,90  | 08:10  |
| 8.  | BFuCC Eintracht 1891 A F      | 7   | 3 | 1 | 3  | 006:210 | 0,29  | 07:70  |
| 9.  | BFC Belle-Alliance 1897 (N)   | 8   | 3 | 1 | 4  | 008:130 | 0,62  | 07:90  |
| 10. | Berliner FC 1893 B (N)        | 9   | 2 | 0 | 7  | 011:690 | 0,16  | 04:14  |
| 11. | BTuFC Normannia 1892 F (N)    | 10  | 0 | 0 | 10 | 000:900 | 0,00  | 0:20   |

| (M) | Titelverteidiger |
| (N) | Aufsteiger       |

### Tabellenstand vom 19. Mai 1898
Der Austritt Viktorias aus dem DFuCB löste eine regelrechte Lawine aus und weitere Vereine folgten. Die Meisterschaft konnte wegen der vielen Austritte nicht wie vorgesehen beendet werden. Der Verband beschloss daraufhin die Meisterschaft mit den fünf verbliebenen Vereinen weiter zu spielen, wobei aber nur die Spiele dieser fünf Vereine untereinander gezählt werden.
| Pl. | Verein                        | Sp. | S | U | N | Tore    | Quote | Punkte |
| --- | ----------------------------- | --- | - | - | - | ------- | ----- | ------ |
| 1.  | BFC Vorwärts 1890             | 8   | 8 | 0 | 0 | 053:900 | 5,89  | 16:0   |
| 2.  | BTuFC Columbia 1891 Adlershof | 8   | 4 | 0 | 4 | 027:210 | 1,29  | 08:80  |
| 3.  | BFC Belle-Alliance 1897       | 8   | 4 | 0 | 4 | 019:180 | 1,06  | 08:80  |
| 4.  | BFC Hertha 1892               | 8   | 4 | 0 | 4 | 016:250 | 0,64  | 08:80  |
| 5.  | Berliner FC 1893              | 8   | 0 | 0 | 8 | 004:460 | 0,09  | 0:16   |

### Entscheidungsspiele um Platz 2
Wegen Punktgleichstand wurden drei Entscheidungsspiele ausgetragen. Sieger wurde der BTuFC Columbia 1891 Adlershof.
| Datum        |                               | Ergebnis |                               |
| ------------ | ----------------------------- | -------- | ----------------------------- |
| 15. Mai 1898 | BFC Belle-Alliance 1897       | 3:3      | BFC Hertha 1892               |
| 22. Mai 1898 | BFC Hertha 1892               | *        | BTuFC Columbia 1891 Adlershof |
| unbekannt    | BTuFC Columbia 1891 Adlershof | *        | BFC Belle-Alliance 1897       |

| * | Ergebnis unbekannt. |

## Cricket
Es sind keine Angaben überliefert.